# Länsväg 101

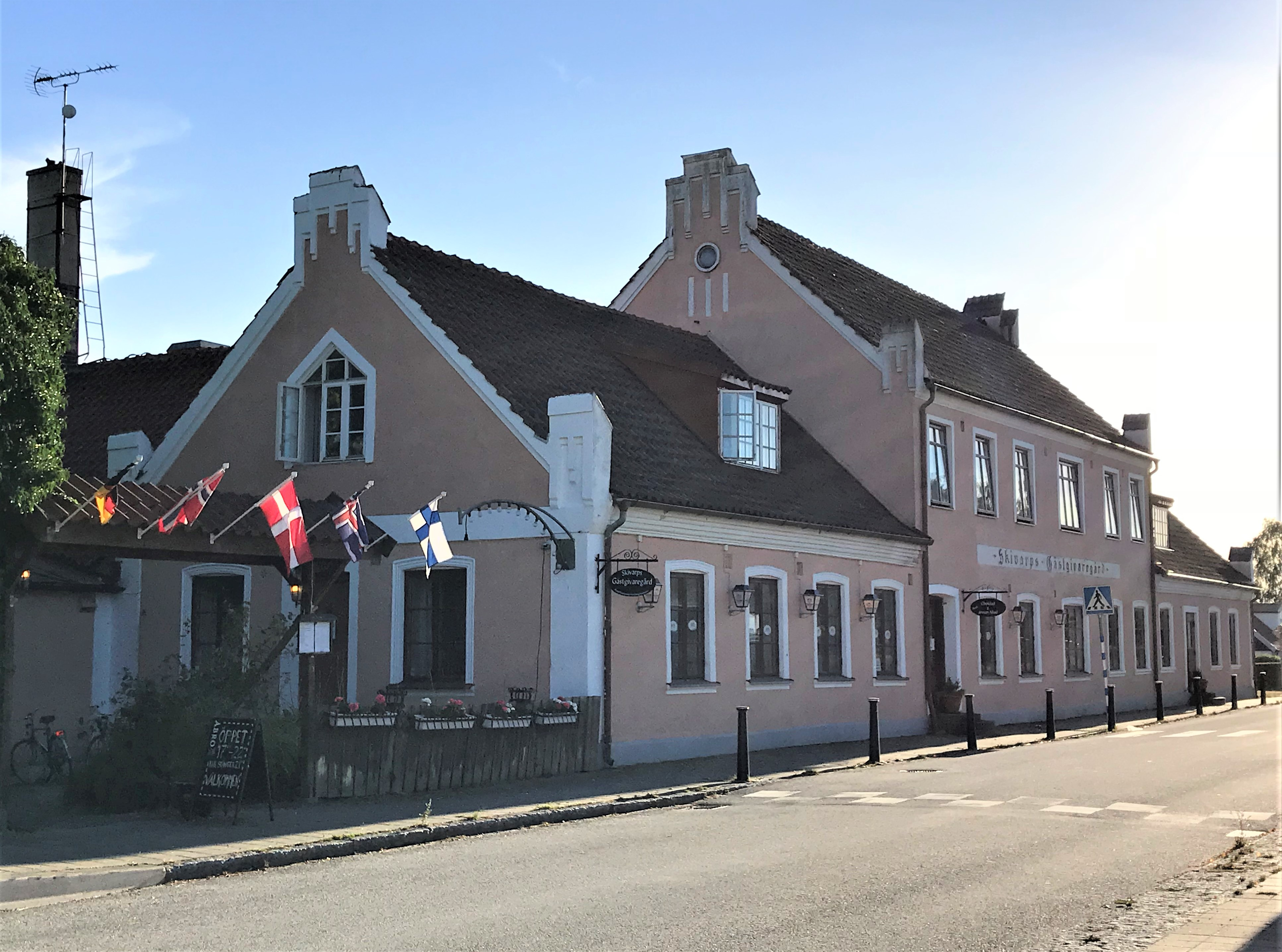
Skivarps gästgivaregård vid länsväg 101

Länsväg 101, även känd som "Landsvägen", går från Malmö mot Käglinge, utanför Oxie, och vidare över Söderslätt mot Västra Ingelstad, Östra Grevie, Alstad, Anderslöv, Skivarp och ansluter till Riksväg 9 i Mossbystrand. 
Vägen, som korsar Söderslätt i södra Skåne, var förr huvudväg mellan Malmö och Ystad (nuvarande huvudväg är E65). Folk på Söderslätt säger skämtsamt att vägen delar Sverige i två likvärdiga delar. När vägen rätades ut och försågs med asfalt var ett skämt bland dem som bodde på Söderslätt att "här växer det så in i Norden att man måste asfaltera jorden". Jordbruksmarkerna på Söderslätt anses generellt vara bland de bördigaste i Europa.

## Historia
Vägen fick nummer 33 när vägnummer infördes på 1940-talet. Då gick väg 101 Halmstad–Gislaved–Jönköping. Numret mellan Malmö och Skivarp blev 101 vid reformen 1962. Sträckan Skivarp-Mossbystrand var då Riksväg 11, men blev 101 då riksvägen drogs rakare Skurup-Ystad och sedan blev europaväg (E65).
Vägen går huvudsakligen i samma sträckning som på 1864 års generalstabskarta, men en del kurvor har rätas sedan dess och en förbifart förbi Östra Grevie har byggts.